# Was wollen Sie wissen?
Was wollen Sie wissen? war eine Talksendung im Hörfunkprogramm des Norddeutschen Rundfunks (NDR), die von 1952 bis Ende des Jahres 2000 ausgestrahlt wurde. Sie kann als klassisches Modell moderner „call-in“-Sendungen wie Domian gelten. Die besprochenen Themen betrafen viele Bereiche des täglichen Lebens: Kochrezepte wurden ebenso thematisiert wie Pubertät und Pädagogik, Abtreibung und Angstneurosen, Liebe und Mobbing, Depressionen und Drogen, Ehe- und Sexualprobleme usw. Seit dem 3. März 2015 gibt es mit Was wollen wissen? eine auf ein jüngeres Publikum zielende Nachfolgesendung im NDR-Programm.

## Konzept
Das Konzept von Was wollen Sie wissen? unterscheidet sich nicht wesentlich von heutigen thematisch offenen „call-in“-Sendungen: ein Moderator versucht, eine Stunde lang anonym Anrufenden sensibel zu helfen bzw. sie zu beraten oder einfach nur zuzuhören. Es handelte sich allerdings nicht um eine Live-Sendung, bei der Anrufer direkt ins Studio geschaltet werden, sondern die Gespräche wurden zuvor in wöchentlich ein bis zwei Hörersprechstunden aufgezeichnet.

### Hamburger Rufnummer
Die seit den sechziger Jahren für die Sendung eingerichtete Hamburger Rufnummer 44 17 77 wurde legendär, meldeten sich die Moderatoren bis zur Einstellung der Sendung prinzipiell bei jedem Gespräch mit dieser Nummer, so ist der Klang der ausgesprochenen Telefonnummer „Vier-Vier Eins-Sieben Sieben-Sieben“ noch Jahre nach dem Ende der Reihe fest im Bewusstsein mehrerer Rundfunkhörergenerationen verankert.

### Musik
Erkennungsmusik der Sendung war der „Krautjazz-Ohrwurm“ Big Schlepp, gespielt vom Dave Pike Set (Dave Pike – Vibraphon; Volker Kriegel – Gitarre; Hans Rettenbacher – Bass und Cello; Peter Baumeister – Schlagzeug) und veröffentlicht 1972 auf deren LP Album. Der Titel wurde jeweils zu Beginn und am Schluss gespielt.
Zudem trennten kurze instrumentale Einspielungen die einzelnen Anrufe akustisch voneinander.

## Moderatoren
Die zwei Moderatoren, die die Sendung Was wollen Sie wissen? in annähernd fünfzig Jahren Laufzeit leiteten, waren der Schriftsteller Walther von Hollander (1952–1971) und der Richter Erwin Marcus (1971–2000), deren Namen in ihrer jeweiligen Wirkungszeit häufig als Synonym für Was wollen Sie wissen? verwendet wurden. Interessant ist, dass die Doktortitel beider Radioseelsorger entgegen der allgemeinen Vermutung ihrer Anrufer keinesfalls dem Fachbereich Psychologie zuzuordnen waren, sondern bei von Hollander der Philosophie und bei Marcus den Rechtswissenschaften.

### Walther von Hollander
Bereits von 1952 an strahlte das Zweite Programm des Norddeutschen Rundfunks die Sendung zunächst mit Walther von Hollander am Telefon aus. Der Unterhaltungsschriftsteller Hollander hatte u. a. auch erfolgreiche Sachbücher zu Fragen des zwischenmenschlichen Zusammenlebens veröffentlicht und war damit zum Adressaten unzähliger weiterführender Fragen seiner Leser geworden, die er zunächst per Brief und in eigens eingerichteten Sprechstunden beantwortete. Die jeweils freitagabends zur Prime-Time ausgestrahlte Sendung bot den Menschen nun die Möglichkeit, ihre Lebensprobleme auch telefonisch mit Hollander im Radio zu besprechen – anonym zwar, freilich allerdings mit zeitweise Hunderttausenden von Mithörern. Hollander ist durch seine Sendung zu einer Art „Vaterfigur des NDR“ geworden; er beantwortete in gut 20 Jahren ca. 10.000 Anrufe.

### Erwin Marcus
Der Richter Erwin Marcus, der ab dem 2. November 1971 Walther von Hollander ablöste, zeigte sich als ein würdiger, einfühlsamer und besonders geduldiger Nachfolger. Er nahm sich noch mehr Zeit für seine Anrufer – so kam Marcus in seiner 30 Jahre währenden Dienstzeit nur auf gut 6000 Gespräche. Nach einer Sendeplatzänderung hatte er seinen festen Termin am Donnerstag um 21:05 Uhr.
Erst am 28. Dezember 2000 nahm Marcus in einem ähnlichen hohen Alter wie einst sein Vorgänger Walther von Hollander Abschied von der Sendung. Er hatte als „der Berater in Norddeutschland“ die Sendung so entscheidend geprägt, dass eine Nachfolge im Rahmen einer gleichnamigen Sendung nicht mehr erwogen wurde.
Zuletzt lief Was wollen Sie wissen? auf NDR 4 Info, einem Spartensender des Norddeutschen Rundfunks donnerstags von 21:05 bis 22:00 Uhr und sonntags von 17:30 bis 18:00 Uhr.

## Wirkung
Die Hamburger Morgenpost bezeichnete Was wollen Sie wissen? als die „wohl kultigste Beratungssendung in der deutschen Radiogeschichte“. Der NDR-Intendant Jobst Plog beschrieb die Leistung insbesondere von Marcus an dessen 75. Geburtstag im Jahr 2000 folgendermaßen:
Immer wieder ist es ihm gelungen, (…) Vertrauen zu gewinnen und (…) auch in schwierigsten Situationen mit klugem und unaufdringlichem Rat zur Seite zu stehen. Der NDR und seine Hörerinnen und Hörer verdanken Erwin Marcus viel.
Die Sendung unter Marcus bot jedoch auch Anlass für Parodien. Mit Heino Jaegers Hörfunkserie Fragen Sie Dr. Jaeger produzierte der Saarländische Rundfunk eine Satire auf die Sendung, in der typische Anrufer und auch der Berater selbst bis in den Sprechduktus genau parodiert wurden und ähnliche Zwischenmusiken wie in der Sendung unterschwellig humorvolle Kontrapunkte setzten. Die Plattenhülle der dazu erschienenen Langspielplatte visualisierte das Beratungstelefon zudem mit Hamburger Rufnummer.
Der Hamburger Universitätsprofessor Andreas Bieberstedt verwendete folgenden typischen Gesprächsausschnitt der Originalsendung 2004 für ein Einführungsseminar in das Studium der Linguistik, 2004:
Anonyme Anruferin: Na ja ist gut, dann werd’ ich das wohl mal machen.
Dr. Erwin Marcus: Ja.
Anruferin: Erst mal schönen Dank, ne.
Dr. Marcus: Bitte … und sehr viel Erfolg dabei.
Anruferin: Ja danke, tschüs!
Dr. Marcus: Tschüs!

### Was wollen wissen?
Ein verjüngtes Format der Sendung strahlt seit 2015 der NDR-Jugendradiosender N-Joy mit der Musikgruppe Fettes Brot als Gastgeber aus. Die Radioshow nennt sich dementsprechend nur noch Was wollen wissen? Auch wenn Konzept und Titel sich ähneln, dieselbe Titelmusik verwendet und mit Doktor Renz sogar die Tradition des Beraters mit Doktortitel – auch wenn es sich in diesem Fall nur um den Künstlernamen eines Bandmitglieds handelt – beibehalten wird, ist hierbei eher von einer starken Anlehnung an den Radioklassiker zu sprechen als von einer tatsächlichen Fortsetzung desselben. Der Sendeturnus der nunmehr humoristisch ausgerichteten Sendung ist ebenfalls wöchentlich, findet allerdings in Staffeln statt. Die Sendung wird zur gleichen Zeit auch von Bremen Vier übernommen.

## Sonstiges
Die Rufnummer, unter der Hörer bei Was wollen Sie wissen? anrufen konnten, wird als Freephone-Rufnummer weiterhin für die auf NDR Info ausgestrahlte Sendung Redezeit verwendet.